# Atong Demach
Atong Demach là một nữ doanh nhân Nam Phi, nữ doanh nhân và nữ hoàng sắc đẹp. Cô giành danh hiệu Hoa hậu Thế giới Nam Sudan 2011 và sau đó được trao vương miện Hoa hậu Thế giới Châu Phi và Hoa hậu Thế giới thứ 3 tại Ordos, Trung Quốc. Nữ hoàng Nam Sudan là đại diện đầu tiên của Nam Sudan cho Hoa hậu Thế giới và là người đầu tiên giành danh hiệu Hoa hậu Thế giới Châu Phi. Hiện tại, bà là chính phủ của đại sứ Nam Sudan về văn hóa và cố vấn quan hệ công chúng cho chính phủ Nhật Bản.

## Các cuộc thi

### Hoa hậu Thế giới Nam Sudan 2011
Atong đã thắng Hoa hậu Thế giới Nam Sudan 2011 trong phiên bản đầu tiên của cuộc thi Hoa hậu ở Nam Sudan ngay sau khi Nam Sudan trở nên độc lập vào ngày 9 tháng 7 năm 2011. Sau đó, cô đã trở thành một dấu mốc lịch sử với vai trò nữ hoàng sắc đẹp Nam Sudan Tiên khởi kể từ khi đất nước này độc lập.

### Hoa hậu Thế giới 2012
Demach được trao vương miện Hoa hậu Thế giới Châu Phi 2012 tại Trung Quốc trong cuộc thi lớn của cuộc thi sắc đẹp Hoa hậu Thế giới 2012 được tổ chức tại thành phố khai khoáng của Trung Quốc ở phía đông bắc của Ordos, Nội Mông, nằm bên rìa sa mạc Gobi. Điều này khiến cô trở thành người Nam Sudan đầu tiên giành chức vô địch kể từ khi thành lập Hoa hậu Thế giới năm 1951. Trong thời gian sơ tuyển, cô cũng giành được danh hiệu Hoa hậu Thế giới Siêu mẫu, biến cô thành người châu Phi đầu tiên và là người phụ nữ da đen đầu tiên giành được danh hiệu này.